# Phos senticosus
Phos senticosus är en snäckart som först beskrevs av Carl von Linné 1758.  Phos senticosus ingår i släktet Phos och familjen valthornssnäckor. Inga underarter finns listade i Catalogue of Life.